# Yehuda Meir Abramowicz
Yehuda Meir Abramowicz (en hebreo: יהודה מאיר אברמוביץ, nacido el 24 de julio de 1914, fallecido el 20 de abril de 2007) fue un rabino y político israelí. Se desempeñó como secretario general de Agudat Israel, al que representó en la Knéset desde 1972 hasta 1981, y como vicepresidente de la Knéset entre 1977 y 1981. Uno de sus logros fue la introducción de una legislación que exige que los conductores de vehículos usen cinturones de seguridad.

## Primeros años
Abramowitz nació en Konstantynów Łódzki en el Zarato de Polonia, parte del Imperio Ruso, era hijo de Tzvi Yitzchok Abramowicz, quien había sido el shojet de Rav Janokh Heynekh HaKohen Levin, el Rebe de Alexander, y había sido un elegido del Jidushei Harim de Guer. Cuando tenía apenas nueve meses su padre murió; quedó huérfano de su madre cuando era un adolescente. Poco después, fue aceptado como estudiante en la prestigiosa Yeshivá Jajmei Lublin. Cuando el Rabino Meir Shapiro presentó el Daf Yomi, envió a los estudiantes de su yeshivá a dar conferencias sobre Daf Yomi. A Abramowicz se le asignó la conferencia diaria en la sinagoga del vidente de Lublin; La asistencia creció rápidamente hasta que hubo cincuenta participantes cada día.

## Logros
Poco después de casarse en 1935, Abramowitz hizo Aliá al Mandato británico de Palestina y se instaló en Tel Aviv. Fue designado por Agudat Israel como su representante en el comité religioso de la Haganá, donde trabajó para mantener la kashrut y la observancia del Sabbat. En 1948, fue nombrado Secretario General de Agudat Yisrael y fue uno de los fundadores de la red educativa Jinuj Atzmai.  En 1950, fue elegido miembro del consejo de Tel Aviv; de 1954 a 1984 se desempeñó como teniente de alcalde de la ciudad. Durante su período de servicio en el consejo de Tel Aviv logró establecer dos playas separadas por género. En 1980, fue elegido presidente de World Agudath Israel.